# Ciclo di canzoni
Un ciclo di canzoni (Liederkreis o Liederzyklus) è un gruppo, o ciclo, di canzoni che, sebbene indipendenti l'una dall'altra e finite, sono pensate per essere eseguite in sequenza, formando di fatto un insieme ben definito.
Tali brani possono essere sia per voce solista o un ensemble, o raramente una combinazione di pezzi solisti mescolate con quelli corali. Un ciclo minimo può essere composto da due composizioni (in inglese "dyad-cycles"), mentre uno massimo ne può avere trenta o più. Il termine "ciclo di canzoni" non è entrato in lessicografia fino al 1865, nell'edizione di Arrey von Dommer del Koch's Musikalisches Lexikon, sebbene se ne rintraccino esempi di questa pratica musicale molto prima. Uno di questi è il Cantigas de amigo del giocoliere Martín Codax, vissuto nel XIII secolo.
Spesso è difficile distinguere un ciclo di canzoni da una semplice raccolta di pezzi, data la reciproca similitudine. Tuttavia, se le composizioni sono accomunate da una certa coerenza, allora si può tranquillamente parlare del primo caso: coerenza che può derivare o dal testo (che può essere un singolo poema, una trama, un tema centrale o un argomento trattato come l'amore o la natura, uno stato d'animo unificante, una forma poetica o di genere, come in un ciclo di sonetti o di ballate) o dall'architettura musicale (schemi tonali, motivi, passaggi o strutture formali ricorrenti). É sufficiente che o una o l'altra caratterizzino una collezione di canzoni per poter parlare di ciclo (sebbene possano presentarsi entrambi i casi insieme). A causa di queste molte varianti, il ciclo «resiste alla definizione»
 e pertanto la coerenza all'interno deve essere esaminata nei suoi «singoli casi».

## Ciclo di canzoni nei Lieder tedeschi
Sebbene la maggior parte dei paesi europei avesse già iniziato a sviluppare la canzone d'arte come genere all'inizio del XIX secolo, l'ascesa dei Lieder «Austria e Germania superarono tutti gli altri in termini di influenza.» La composizione delle canzoni in lingua tedesca infatti, alla fine del XVIII secolo, passò dall'accessibile e popolare forma strofica a una più sofisticata e destinata a una classe media più istruita, «che gradualmente soppiantò l'aristocrazia come i principali mecenati delle arti». Dal momento che questi brani erano opere relativamente di piccole dimensioni, come la poesia lirica usata per le loro impostazioni musicali, erano spesso pubblicati in collezioni, e di conseguenza presero in prestito vari termini poetici per contrassegnare i loro raggruppamenti: "Reihe" (serie), "Kranz" (anello), "Zyklus" (ciclo) o "Kreis" (cerchio). Nei primi decenni dell'Ottocento, queste raccolte e le successive impostazioni delle canzoni assunsero una maggiore coerenza e trama drammatica, dando origine al moderno ciclo delle canzoni. Questa coerenza ha permesso di elevare il genere della canzone a una «forma più alta», abbastanza seria da poter essere paragonata a sinfonie e cicli di pezzi lirici per pianoforte.
I primi due esempi di ciò furono entrambi composti nel 1816: uno fu An die ferne Geliebte (Op. 98) di Beethoven, mentre l'altro Die Temperamente beim Verluste der Geliebten (J. 200-3, \Op. 46) di Carl Maria von Weber.
Tuttavia il genere venne formalizzato appieno soltanto da Schubert: Die schöne Müllerin (1823) e Winterreise (1827), su poesie di Wilhelm Müller, sono infatti i suoi lavori più apprezzati e noti. La postuma Schwanengesang (1828) viene anch'essa fatta rientrare tra i cicli.
Schumann scrisse i suoi cicli più famosi nel 1840. Tra questi figurano Dichterliebe, Frauenliebe und -leben, le due collezioni Liederkreis (Opp. 24 & 39 su testi di Heinrich Heine e Eichendorf, rispettivamente), termine tedesco per indicare un ciclo, e Kerner Lieder (Op. 35), una Liederreihe (letteralmente "fila di canzoni") sui poemi di Justinus Kerner. Johannes Brahms realizzò un adattamento musicale (Op. 33) di versi tratti dalla novella di Ludwig Tieck Magelone, nelle cui performance contemporanee è stata aggiunta una narrazione più interconnessa, e Vier ernste Gesänge, Op. 121 (1896). I lavori di Gustav Mahler Lieder eines fahrenden Gesellen, Kindertotenlieder e Das Lied von der Erde espansero l'accompagnamento dal solo pianoforte all'orchestra.
Hugo Wolf si distinse per aver creato una serie di raccolte, ognuna delle quali dedicata alle poesie di un poeta sempre diverso, che però non vennero mai eseguite tutte insieme, con l'eccezione Italienisches Liederbuch e Spanisches Liederbuch furono eseguite in blocco. Pure Hanns Eisler creò un'antologia di questo tipo, Hollywood Liederbuch.
Das Buch der hängenden Gärten di Arnold Schönberg e Reisebuch aus den österreichischen Alpen di Ernst Křenek sono invece i due esempi principi di cicli di canzoni del XX secolo. Wilhelm Killmayer ne compose diversi, sulle liriche di Saffo, dei poeti rinascimentali francesi, di quelli romantici tedeschi e di quelli a lui contemporanei. La tradizione venne portata avanti da Wolfgang Rihm e da Graham Waterhouse, il quale realizzò Sechs späteste Lieder sugli ultimi poemi di Friedrich Hölderlin nel 2003.

## Cicli di canzoni in Francia
Les nuits d'été (1841) di Hector Berlioz precorse la pratica del ciclo di canzoni nell'orchestra, poi formalizzata in La bonne chanson di Gabriel Fauré, La chanson d'Ève, L'horizon chimérique e in altri lavori di Poulenc. Capolavori recenti quali Poèmes pour Mi, Chants de Terre et de Ciel e Harawi di Olivier Messiaen, Paroles tissées e Chantefleurs et Chantefables di Lutosławski (sebbene soltanto cittadino francese onorario) e Correspondances e Le temps l'horloge di Henri Dutilleux.

## Cicli di canzoni in Inghilterra, Scozia e America
Presumibilmente il primo ciclo di canzoni inglese fu di Arthur Sullivan e si intitola The Window; or, The Song of the Wrens (1871), basato su undici poesie di Alfred Tennyson. Nei primi anni del XX secolo, Vaughan Williams compose il noto ciclo Songs of Travel, al quale seguirono gli altrettanto apprezzati The House of Life (sui sonetti di Dante Gabriel Rossetti) e On Wenlock Edge (sulle poesie di A. E. Houseman tratte da A Shropshire Lad), quest'ultima in origine per voce, pianoforte e quartetto d'archi ma successivamente orchestrata. Il compositore di lieder e accompagnatore Benjamin Britten scrisse cicli che tuttora sono considerati dei capolavori del genere, come The Holy Sonnets of John Donne, Seven Sonnets of Michelangelo, Sechs Hölderlin-Fragmente e Winter Words, tutte aventi il pianoforte come accompagnatore, poi Les Illuminations, Serenade for Tenor, Horn and Strings e Nocturne. Raising Sparks del compositore scozzese James MacMillan (1997) è invece un esempio più recente, così come l'inglese Robin Holloway, tra i cui lavori si annoverano From High Windows (Philip Larkin) (1977), Wherever We May Be (Robert Graves) (1980) e Retreats and Advances (A.S.J. Tessimond) (2016). Il suo pupillo Peter Seabourne scrisse cinque cicli, tra i quali il più recente, Sonnets to Orpheus (2016), ha per testi delle poesie di Rainer Maria Rilke.
In America, esponenti del ciclo di canzoni possono essere Samuel Barber coi suoi Hermit Songs (1953) e Despite and Still, Leonard Bernstein, con Songfest, Malcolm Williamson, con Hammarskjöld Portrait (1974), Les Olympiques (1976), Tribute to a Hero (1981), "Elegies for Angels, Punks and Raging Queens" (1989), Next Year in Jerusalem (1985) e A Year of Birds (1995), André Previn con Honey and Rue (composta per il soprano Kathleen Battle). Graham Waterhouse pure scrisse numerosi cicli, basasti su testi di, tra gli altri, Shakespeare, James Joyce e di alcune scrittrici irlandesi.

## Cicli di canzoni in altri Paesi
In lingua russa Modest Musorgskij scrisse La stanza dei bambini (1868–72), Senza sole (1874) e Canti e danze della morte (1875–77), mentre Dmitrij Šostakovič cicli ispirati a poeti inglesi ed ebrei e ad artisti quali Michelangelo e Aleksandr Puškin.
Cicli in altre lingue vennero realizzati da Enrique Granados, Mohammed Fairouz, Cristiano Melli, Manuel de Falla, Juan María Solare, Edvard Grieg, Lorenzo Ferrero, Dvořák, Janáček, Béla Bartók, Zoltán Kodály, Jean Sibelius, Einojuhani Rautavaara, Peter Schat, Federico Mompou, Xavier Montsalvatge e Ahmed Adnan Saygun.

## Popular music
Nella musica popolare, i cicli di brani possono essere o un gruppo di pezzi accomunati da una trama che portano avanti all'interno di un album composto anche da altre tracce indipendenti, oppure sono essi stessi un album (e allora vengono definiti "concept album"). Alcuni gruppi e artisti mixano le tracce insieme, in modo che l'inizio della canzone successiva continui da quella precedente, senza soluzione di continuità. Ne sono esempi le rock opera, quali Ballet for a Girl in Buchannon, scritta da James Pankow dei Chicago e registrata per il loro secondo album, omonimo), The Wall dei Pink Floyd, Metropolis Pt. 2: Scenes from a Memory e The Astonishing dei Dream Theater, ma anche l'album soul What's Going On di Marvin Gaye. Altri esempi ancora possono essere The Suburbs degli Arcade Fire, Days of Future Passed dei Moody Blues, Songs for Drella, omaggio ad Andy Warhol di John Cale e Lou Reed, Kew. Rhone. di John Greaves e Peter Blegvad e Lemonade di Beyoncé. I King Gizzard & the Lizard Wizard, in Nonagon Infinity, estendono il concetto di ciclo al limite, giacché non solo le canzoni sono mixate l'una nell'altra in modo indissolubile, ma addirittura il finale dell'ultima si lega all'incipit della prima.

## Teatro musicale
La forma di ciclo di canzoni è divenuta una pratica diffusa anche nell'ambito del teatro musicale. Uno dei primi esempi furono le December Songs, create da Maury Yeston sottocommissione del Carnegie Hall per la celebrazione del proprio centennale nel 1991. Furono tradotte anche in francese e tedesco. A seguire ulteriori esemplificazioni possono essere Songs for a New World di Jason Robert Brown, Elegies di William Finn, Elegies for Angels, Punks and Raging Queens di Bill Russell e Myths and Hymns di Adam Guettel.